# Zbigniew Barański
Zbigniew Adam Barański (ur. 7 stycznia 1925 w Tiutkowie, zm. 24 grudnia 2009) – polski rusycysta, znawca literatur słowiańskich XIX i XX wieku.

## Życiorys
Od 1936 uczęszczał do Państwowego Liceum i Gimnazjum w Trembowli, gdzie w 1939 ukończył II klasę
Po wybuchu II wojny światowej przerwał edukację. Po wojnie przeniósł się do Wrocławia i w 1952 roku ukończył studia w zakresie filologii rosyjskiej i filologii bułgarskiej, a jeszcze jako student podjął pracę w Katedrze Historii Literatury Rosyjskiej i Innych Literatur Słowiańskich.
Studia kontynuował na Uniwersytecie Leningradzkim i tam w 1955 roku uzyskał stopień kandydata nauk (doktora). W 1961 roku uzyskał na Uniwersytecie Wrocławskim habilitację i został docentem, w 1971 r. został profesorem nadzwyczajnym, a w 1979 r. otrzymał tytuł profesora zwyczajnego
Zaraz po uzyskaniu doktoratu podjął pracę na Uniwersytecie Wrocławskim, w Wyższej Szkole Pedagogicznej w Opolu (kierownik katedr literatury i języka rosyjskiego), w Instytucie Polsko-Radzieckim w Warszawie i na Uniwersytecie Warszawskim. W 1967 roku objął kierownictwo Katedry Filologii Rosyjskiej na Uniwersytecie im. Adama Mickiewicza w Poznaniu. Na Uniwersytecie Wrocławskim był przez dwie kadencje prodziekanem Wydziału Filologicznego, potem pracował jako dyrektor Instytutu Filologii Słowiańskiej UWr (1972–1975, 1981–1984), przy czym w latach 1972-1975 pełnił funkcję dyrektora Instytutu Filologii Rosyjskiej i Słowiańskiej UAM. W latach 1984–1987 został dyrektorem Instytutu Filologii Słowiańskiej UWr.
Był członkiem Centralnej Komisji Kwalifikacyjnej, Komitetu Słowianoznawstwa PAN i redakcji „Slavia Orientalis”.
Zmarł 24 grudnia 2009 r. i został pochowany na Cmentarzu Osobowickim we Wrocławiu.

## Przypisy

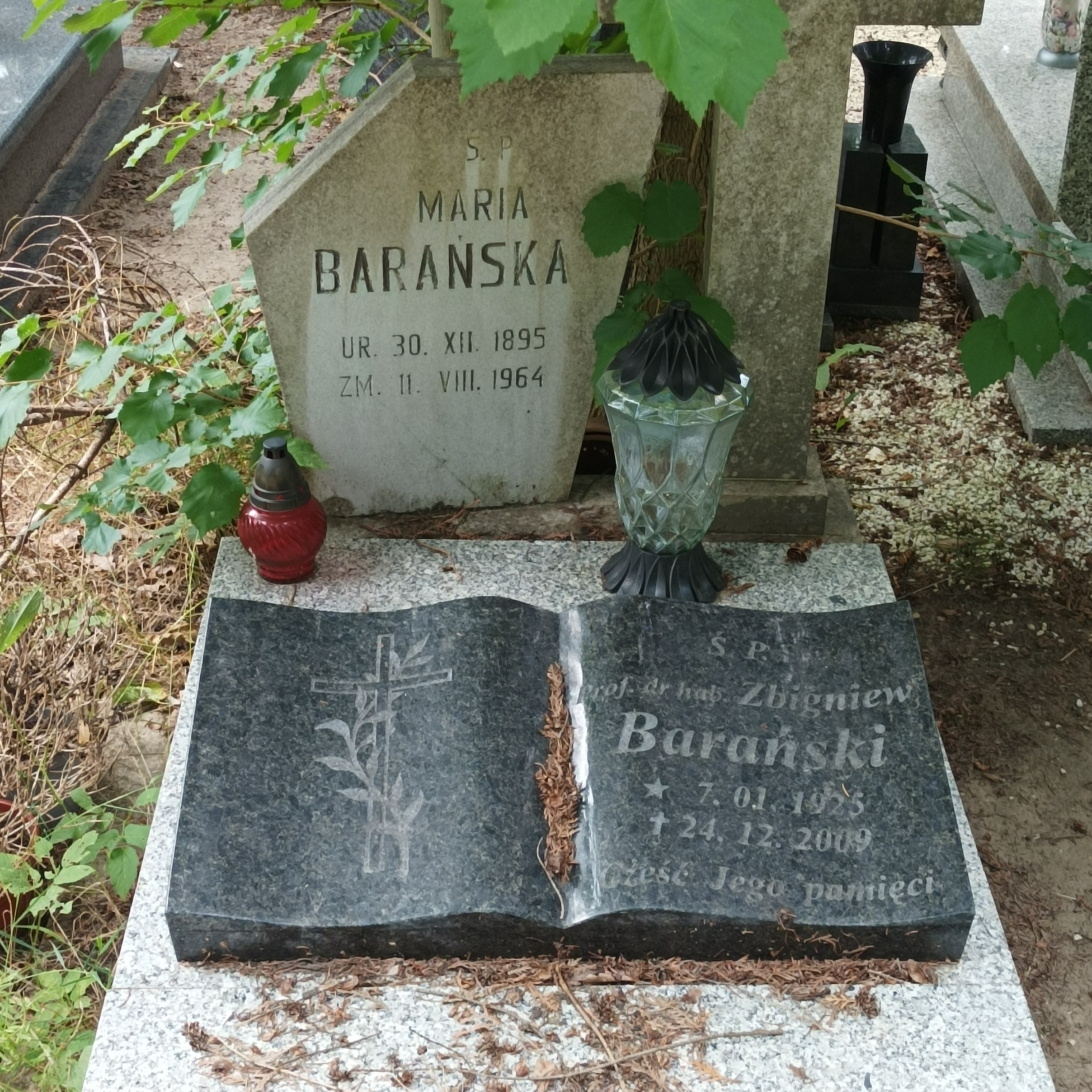
Grób prof. Zbigniewa Barańskiego na Cmentarzu Osobowickim